# Nihal Atsız

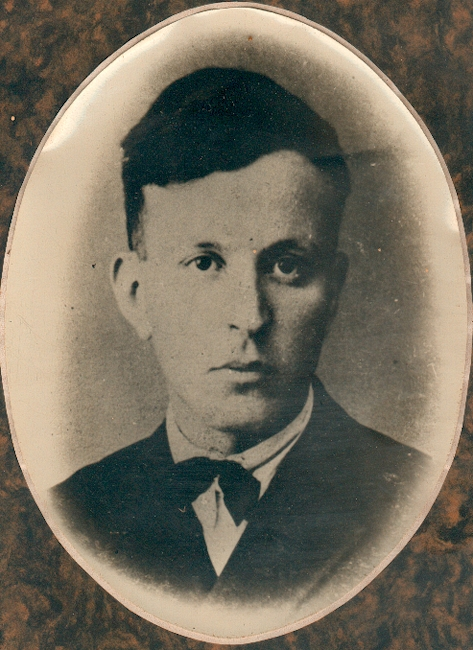
Hüseyin Nihâl Atsız

Nihâl Atsız, de su nombre  Hüseyin Nihâl Atsız (Kadıköy, 12 de enero de 1905-Estambul, 11 de diciembre de 1975) fue un escritor e ideólogo turco, se definía como panturquista y turanista.